# The Leap
The Leap är en ort i Australien. Den ligger i kommunen Mackay och delstaten Queensland, omkring 820 kilometer nordväst om delstatshuvudstaden Brisbane.
Närmaste större samhälle är Mackay, omkring 19 kilometer öster om The Leap.
Omgivningarna runt The Leap är en mosaik av jordbruksmark och naturlig växtlighet. Runt The Leap är det ganska tätbefolkat, med 160 invånare per kvadratkilometer. Genomsnittlig årsnederbörd är 1 672 millimeter. Den regnigaste månaden är mars, med i genomsnitt 448 mm nederbörd, och den torraste är september, med 21 mm nederbörd.